# نظرية الهوية الاجتماعية

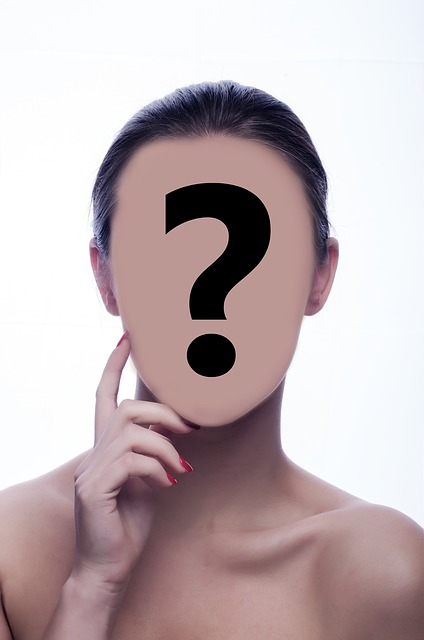

الهوية الاجتماعية (بالإنجليزية: Social identity theory)‏هي جزء من مفهوم الفرد الذاتي المستمد من العضوية المتصورة في مجموعة اجتماعية ذات صلة. وقد وُضعت في الأصل من قبل هنري تاجفيل وجون تيرنر في عقد 1970 و 1980. أدخلت نظرية الهوية الاجتماعية مفهوم الهوية الاجتماعية كوسيلة لشرح السلوك بين المجموعات.
من الأفضل وصف نظرية الهوية الاجتماعية بأنها نظرية تتنبأ بسلوكيات معينة فيما بين المجموعات على أساس الاختلافات في الشكل المتصور للمجموعة، والشرعية المتصورة، وثبات هذه الاختلافات، والقدرة المتصورة على الانتقال من مجموعة إلى أخرى. وهذا يتناقض مع المناسبات التي يستخدم فيها مصطلح «نظرية الهوية الاجتماعية» للإشارة إلى النظريات العامة حول الهوية الجماعية. علاوة على ذلك، وعلى الرغم من أن بعض الباحثين تعاملوا معها على هذا النحو، فإن نظرية الهوية الاجتماعية لم تكن تهدف أبدا إلى أن تكون نظرية عامة للتصنيف الاجتماعي. كان الوعي بالنطاق المحدود لنظرية الهوية الاجتماعية هو الذي دفع جون تيرنر وزملاؤه إلى تطوير نظرية قريبه في شكل نظرية تصنيف الذات، والتي بُنيت على رؤى نظرية الهوية الاجتماعية لإنتاج تصور أكثر عمومية للعمليات الفردية والجماعية. ويُقترح مصطلح نهج الهوية الاجتماعية أو منظور الهوية الاجتماعية، لوصف المساهمات المشتركة لكل من نظرية الهوية الاجتماعية ونظرية التصنيف الذاتي.

## مقدمة
تعد الهوية الاجتماعية مزيج من المكونات الدافعية والمعرفية فهوية الاجتماعية هي شعور شخصي وفطري يضع الأفراد للانتماء كأعضاء لعدد مختلف من الجماعات أو المجموعات، والسبب لذلك هو احترام وتقدير الذات من خلال تقدير الاخرين للشئ الذي يقوم به.
يقول (هنري تاجفيل) عالم النفس الاجتماعي: أننا نقوم بتصنيف أنفسنا والآخرون في عدة مجموعات، حيث تشكل مجموعتنا مصدر فخر لنا وهي جزء لا يتجزأ من هويتنا مثل (العائلية، القبيلة، الثقافة، العمرية، الوطنية، العرق، العقيدة الدينية) أو مثلا هويتنا التعليمية (التخصص، الكلية، الجامعة).
نظرية الهوية الاجتماعية:
يعرف تاجفيل نظرية الهوية الاجتماعية بأنها جزء من ذلك المفهوم لدى الفرد الذي يشتق من معرفته بعضويته للجماعة مع اكتسابه المعاني القيمية والوجدانية المتعلقة بهذه العضوية.
فالهوية الاجتماعية كل شيء مشترك بين أفراد ومجموعة ما، وأن للفرد عدة هويات عطفا على تعدد المجموعات التي ينتمي لها وبالتالي تصرفه سوف يكون مختلف حسب توجهات وما تطلب منه في كل مجموعة.

## أبعاد نظرية الهوية الاجتماعية

### التصنيف الاجتماعي
تصنيف الناس على أساس مجموعات ينتمون لها بما فيهم أنفسنا، فهي تركز على أوجه التشابه بين الناس وتضعهم في مجموعة وبين الاختلافات بين الناس وتضعهم في مجموعة أخرى تبعا للظروف الاجتماعية.

### التحديد الاجتماعي
هي تحديد أنفسنا كأعضاء داخل المجموعة من خلال الهوية والتصرفات التي تعتقد المجموعة أنها متفقة معها والتي يجب على كل منتمي لها تبنيها.

### المقارنة الاجتماعية
بعد ما نقوم بتصنيف أنفسنا ضمن مجموعات، ونحدد الهوية الاجتماعية لكل مجموعة يأتي هذا البعد وهو المقارنة الاجتماعية التي تخلق المقارنات بين المجموعات، ودائما تكون التي ننتمي لها ذات المجموعة الإيجابية وهو ما يشعرنا بالثقة والفخر وحب الانتماء للمجموعة.

## القوالب النمطية للنظرية
اقترح هنري تاجفل أن القوالب النمطية (وضع الافراد في مجموعات وفئات) من خلال الاستناد:
1- التشابه في نفس المجموعة (المجموعات الداخلية).
```
   2- الاختلاف بين المجموعات (المجموعات الخارجية).
```

أمثلة على المجموعات الداخلية والمجموعات الخارجية:
| المجموعة  | نحن (WE) (مجموعة داخلية) | هم (THEM) (مجموعة خارجية) |
| الجنس     | ذكر                      | أنثى                      |
| الشهادة   | جامعي                    | ما دون الجامعة            |
| جغرافي    | شرقي                     | غربي                      |
| كرة القدم | برشلونة                  | ريال مدريد                |

## الروابط المشتركة في كل مجموعة
إن السلوك الاجتماعي للأفراد أثناء وجودهم داخل مجموعة يختلف من فرد لآخر من نفس المجموعة وبالتالي يختلف سلوك الأفراد بين المجموعتين، فكل مجموعة لديها معايير التي من خلالها انتموا لها أفرادها، ولكن الرابط المشترك بين المجموعات بأنها تقدم نفسها بصورة إيجابية وأنها هي الأمثل والأفضل من خلال السمات والسلوكيات ذات القيمة الإيجابية وبالتالي فان الفرد يسعى لإثبات إيجابية ما هو مؤمن به وما يقوم به داخل المجموعة وهو ما يسمى بـ«التميز الإيجابي».

## التميز الإيجابي
إن الافتراض الرئيسي في نظرية الهوية الاجتماعية هو أن الأفراد لديهم دوافع جوهرية لتحقيق التميز الإيجابي، بمعنى أنهم يسعون جاهدين من أجل مفهوم ذاتي إيجابي ويسعون للمحافظة عليه من خلال استراتيجيات التميز الإيجابي.

### استراتيجيات التميز الإيجابي
هناك ثلاثة أنواع من الاستراتيجيات للتميز الإيجابي أو لتحسين الوضع:
1- التنقل الفردي: قد يرى الفرد بأن المجموعة لا تشكل إيجابية له فمن المتوقع أن الأفراد قد يتركون المجموعة الحالية وينضمون لمجوعة أخرى سعيا لتحقيق أهداف فردية تهدف إلى تحسين جانبهم الشخصي.
2- الإبداع الاجتماعي: يمكن للأفراد تعديل تصوراتهم لتعزيز مكانة المجموعة الاجتماعية من خلال تعديل بعض عناصر المقارنة بين المجموعات، وذلك عن طريق:
أ- الأبعاد الجديدة: أن اختيار بعدا مختلف تميز المجموعة وتحقق اختلاف لتجنب المقارنة، والتأكيد على أن المجموعة مميزة بشكل إيجابي عن المجموعات الخارجية ذات الصلة.
ب- تغيير التقييم أو إعادته: يتم ذلك من خلال تعزيز التصورات داخل المجموعة وتعديل أحكام القيمة بحيث ما كان يعتقد أنها سلبية تعتبر إيجابية.
ج- اختيار ومقارنة مجموعة واحدة مع مجموعة مرجعية أخرى: بهدف معرف جوانب القصور في المجموعة الحالية، ومن أجل جعل الوضع الحالي للمجموعة في المجموعة يبدو أكثر إيجابي.
3- المنافسة الاجتماعية: هنا تسعى المجموعة لتعزيز الوضع الاجتماعي للمجموعة من خلال أعضاء المجموعة والعمل بشكل جماعي لمساعدة بعضهم لتحسين أدائهم أو نتائجهم المشتركة ومنافسة المجموعات الأخرى بهدف عكس المواقف الاجتماعية للمجموعة.
تتميز استراتيجيات الإبداع الاجتماعي بأنها استراتيجيات معرفية لأنها تغير تصورات الناس عن مكانة مجموعتهم الحالية بدلاً من تغيير النتائج الموضوعية، ويمكن أن تشكل خطوة أولى نحو تحقيق التغيير الاجتماعي لان هذه الاستراتيجيات تساعد في الحفاظ على تحديد الهوية داخل المجموعة وتقديمها بشكل إيجابي.

## تهديدات الهوية الاجتماعية
وفقا لنظرية الهوية الاجتماعية يتبين أن كل فرد لدية هوية وسلوك اجتماعي وكل مجموعة أفراد ينتمون لمجموعة ما، وهذه المجموعة تنظر لنفسها بالإيجابية من خلال تميز أفرادها وكل منتسب لها، مما يعزز حب الفرد لمجموعته وبالتالي يرتفع لديهم معدل التعزيز الذاتي وحب الانتماء المفرط وبالتالي يخلق نوع من أنواع التعصب والعنصرية، وتعتبر العنصرية والتعصب من أدنى مراتب الشعور الإنساني خصوصا إذا لم يكن عليها تحكم بالمشاعر مما يسبب تجمد لعقلية الفرد ويصبح غير مرن وبالتالي تكون النتائج سيئة قد تتسبب في تهديد المجموعة أو انهيارها، فهناك نوعان من التهديدات وهما:
التحيز المفرط للمجموعة (تهديد خارجي):
الهويات الاجتماعية هي جانب قيم من الذات لها تأثير إيجابي وسلبي على المجتمع، وهي الصور التي ترسمها مجموعة في المجتمع وتقوم المجموعة بتعزيز هذه الصورة قد يصل للتحيز المفرط الذي يسبب بتشوية صورة أو سمعة مجموعة أخرى، فهناك أشكال من التحيز المفرط تجاه الكثير من المجموعات لأسباب مثل الجنس والدين وأسباب اجتماعية وعرقية...الخ، وينتج عن ذلك عنصرية مفرطة قد تؤثر على مجموعات أخرى من خلال أحكام مسبقة دون الاعتماد على أي منطق أو حقائق.
بدلا من أن تكون المجموعات فعالة بالمجتمع تكون سبب في هدم هذا المجتمع من خلال توريث التعصب والكراهية تجاه مجموعة ما.
المحاباة داخل المجموعة (تهديد داخلي):
المحاباة أو المحسوبية داخل المجموعة قد تعطي المجموعة الطابع السلبي تجاه المنتسبين فيها وتحد من التميز الإيجابي نتيجة المحاباة وقد تفرض قيود على الأفراد تهدد وجودهم داخل المجموعة وهو ما يعرف بالتهديد الداخلي، يعتبر التهديد الداخلي من أخطر التهديدات لنظرية الهوية الاجتماعية لأنه تهديد غير متوقع مقارنة بالتهديد الخارجي والذي يمكن أن تكون الجماعة واعية به ومحتاطة ضده.

## الجدل حول الهوية الاجتماعية
1- فرضية احترام الذات:
تقترح نظرية الهوية الاجتماعية أن الأفراد متحمسون لتحقيق والحفاظ على المفاهيم الإيجابية لأنفسهم، بعض الباحثين مثل (مايكل هوغ) و(دومينيك أبرامز) يقترحون وجود علاقة مباشرة إلى حد ما بين الهوية الاجتماعية الإيجابية واحترام الذات.
بعض منظري الهوية الاجتماعية مثل (جون تورنر) يقول بأن فرضية تقدير الذات ليست أساسية لنظرية الهوية الاجتماعية، وأن فرضية تقدير الذات تتعارض مع مبادئ النظرية وأنها تسيء فهم التمييز بين الهوية الاجتماعية والهوية الشخصية، حيث أنها تتجاهل الاستراتيجيات البديلة للحفاظ على مفهوم ذاتي إيجابي يتم التعبير عنه في نظرية الهوية الاجتماعية.
2- التشابه بين المجموعات:
أفترض أن نظرية الهوية الاجتماعية تشير إلى أن الفئات المماثلة ينبغي أن يكون لديها دافع لتمييز نفسها عن بعضها البعض، وفي وقت لاحق تم تفسير النتائج التجريبية حيث تظهر مجموعات مماثلة لامتلاك مستويات متزايدة من الجذب بين المجموعات وانخفاض مستويات التحيز في المجموعة على أنها إشكالية للنظرية.

## مقالات ذات صلة
- الاستمتاع بمجد الآخرين